# 마카오 우의대교

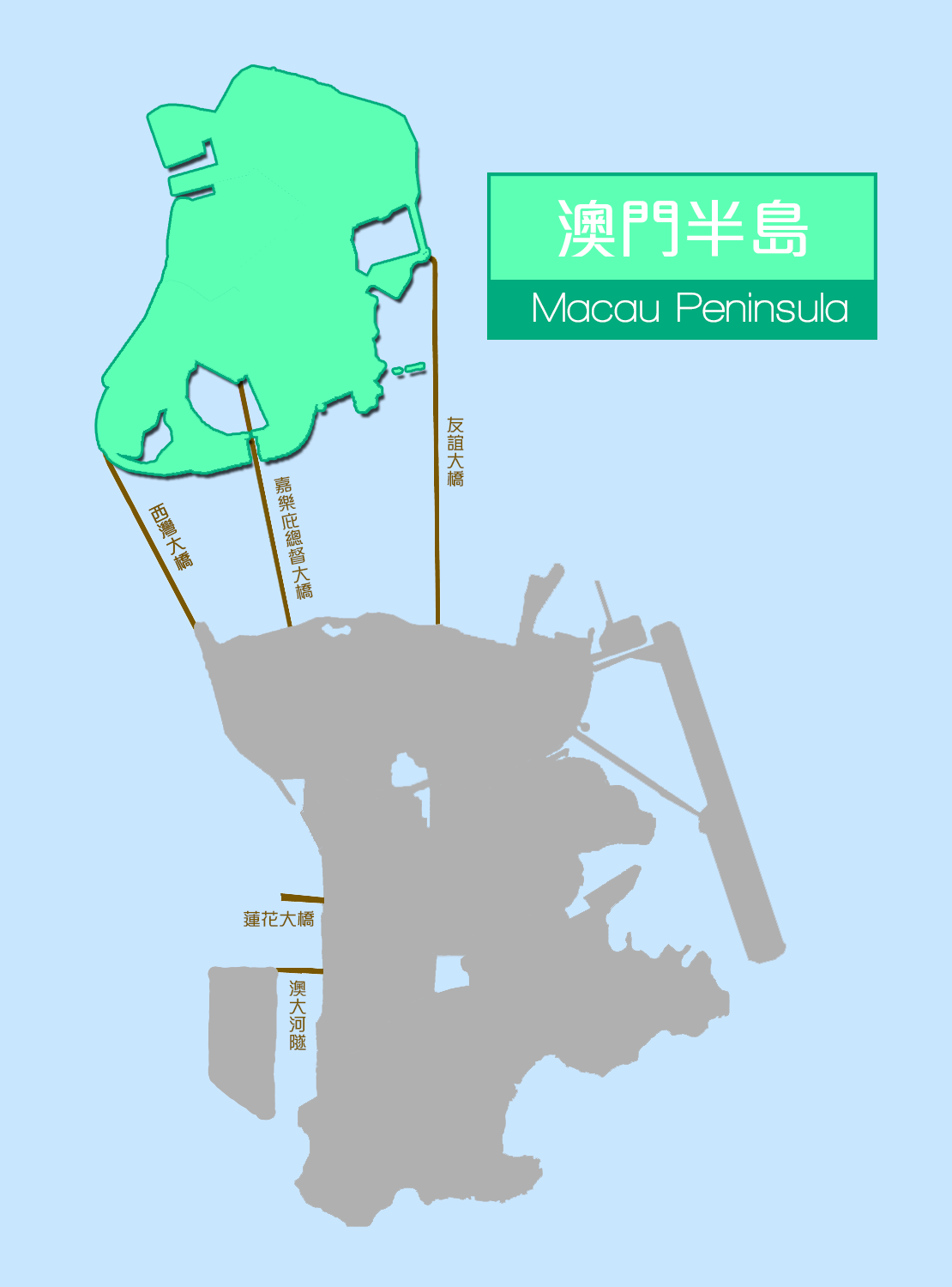
마카오반도(澳門半島)와 섬을 잇는 3개의 다리
지도 왼쪽부터 사이방 대교, 카르발류 총독 대교, 마카오 우의대교

마카오 우의대교(중국어: 澳門友誼大橋) 또는 아미자드 대교(포르투갈어: Ponte de Amizade)는 마카오에 있는 다리이다.

## 개요

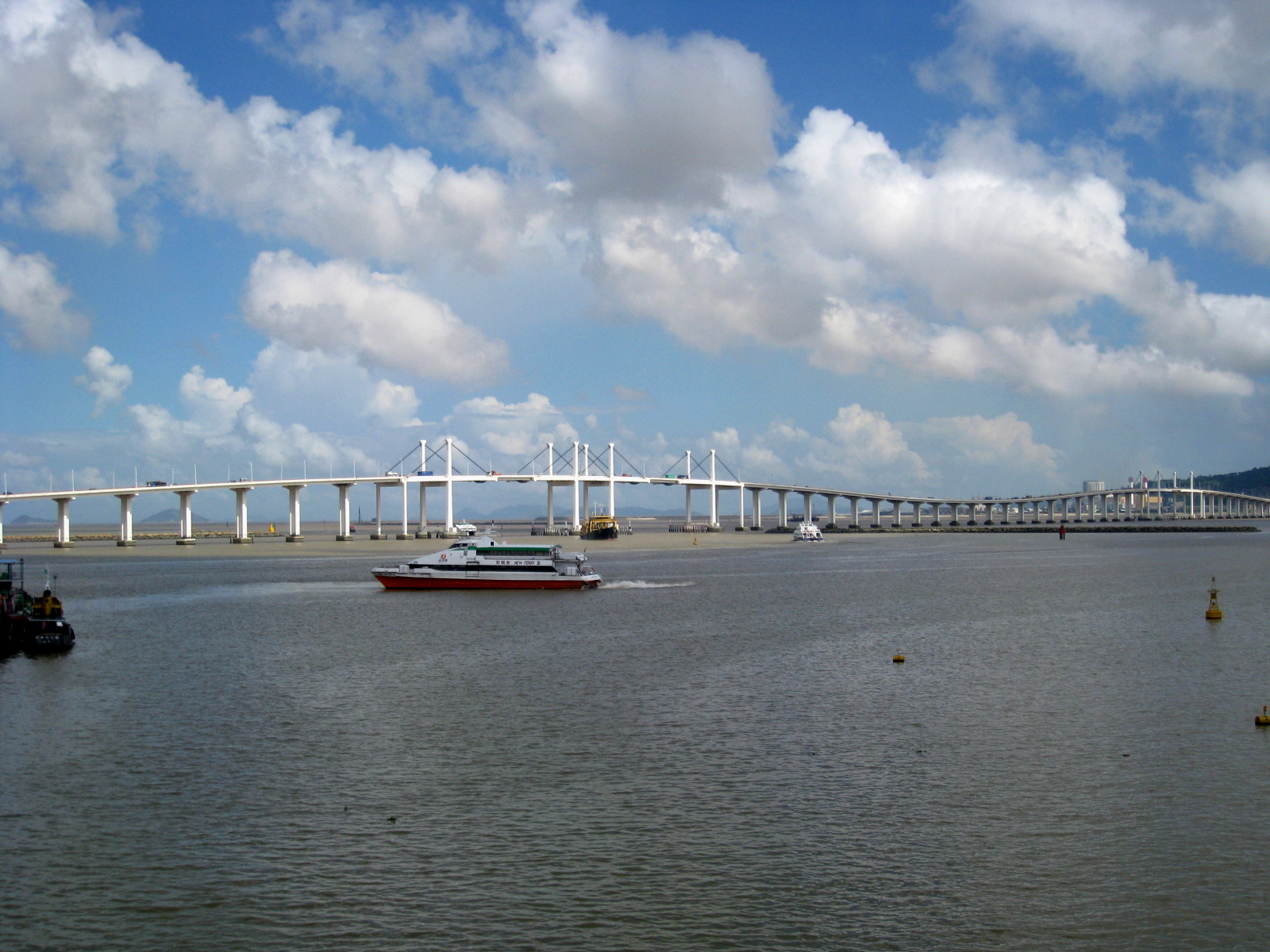
마카오 우의대교

이 다리는 마카오반도와 타이파섬을 잇는 3개의 다리 중 가장 길고, 2번째로 만들어졌으며, 동쪽에 위치하고 있다.
1990년에 공사를 시작해 1994년 3월에 개통하였으며, 총 길이는 3.9 km이고, 폭은 18 m로 인도가 없는 왕복 4차선의 차량 전용도로이다.